# Wonderland (1999)
Wonderland is een Britse dramafilm uit 1999.

## Rolverdeling
| Acteur            | Personage |
| ----------------- | --------- |
| Gina McKee        | Nadia     |
| Shirley Henderson | Debbie    |
| Ian Hart          | Dan       |
| Molly Parker      | Molly     |
| Stuart Townsend   | Tim       |
| John Simm         | Eddie     |
| Kika Markham      | Eileen    |
| Jack Shepherd     | Bill      |
| Enzo Cilenti      | Darren    |
| Sarah-Jane Potts  | Melanie   |
| David Fahm        | Franklyn  |
| Ellen Thomas      | Donna     |
| Peter Marfleet    | Jack      |
| Nathan Constance  | Alex      |
| Anton Saunders    | Danny     |